# Velké Hostěrádky
Velké Hostěrádky là một làng thuộc huyện Břeclav, vùng Jihomoravský, Cộng hòa Séc.